# Grkovci
Grkovci su naseljeno mjesto u općini Bosansko Grahovo, Federacija Bosne i Hercegovine, BiH.

## Zemljopis
Grkovci se nalaze pod Dinarom. Na području Grkovaca važniji su toponimi: Bone, Dubrave, Grad, Gradski bunar, Heldovine, Klanci, Paškula, Ploča, Poprekuše, Rašnjeva glava, Runjavice, Sušan, Točak, Točilo, Veleva glavica.

## Povijest
Iznad sjevernog dijela sela nalazi se Velika Gradina, koja se svrstava u trajno nastanjena mjesta još od preistorijskog dobu (1000 godina pr. n. e), a vezana je za ilirsko pleme Dicioni. Rimljani su konačno osvojili sve ove krajeve nakon propasti ilirskog (Batonovog) ustanka 9. godine n.e.
U Grkovcima postoji i Kara Armanova - Gradina, rimsko utvrđenje iz kasne antike. Ovo selo je bilo dio rimskog municipiuma, Salvium, a jedno je od najstarijih naselja u Livanjskom polju. U njemu je nađeno mnoštvo epigragfskih oznaka s nadgrobnih spomenika, po čemu su grahovsko i glamočko polje najpoznatiji u Bosni i Hercegovini.
Također, Grkovci su bili stalno nastanjeni i u srednjem vijeku. Livnjaci za sva stara naselja, gradine, gromile i drugo, da bi naglasili njihovu starost, kažu da je "još od Grka", pa je možda po tome selo prozvano Grkovci. Međutim, moguće je da ime sela potiče od riječi istog korijena („grk“), ali u značenju trgovac, jer su mještani Grkovaca bili poznati kao prekupci, odnosno trgovci koji su stanivništvu Livanjskog i Bosansko-grahovskog polja prodavali robu iz Dalmacije, a Dalmatincima ratarsko-stočarske proizvode iz Livanjskog polja.

## Stanovništvo

### 1991.
Nacionalni sastav stanovništva 1991. godine, bio je sljedeći:
ukupno: 190
- Srbi - 178
- Hrvati - 6
- Jugoslaveni - 2
- ostali, neopredijeljeni i nepoznato - 4

### 2013.
Nacionalni sastav stanovništva 2013. godine, bio je sljedeći:
ukupno: 74
- Srbi - 74